# Unión y Suspiro
Unión y Suspiro är en ort i Mexiko.   Den ligger i kommunen Santa María Yucuhiti och delstaten Oaxaca, i den sydöstra delen av landet, 300 km sydost om huvudstaden Mexico City. Unión y Suspiro ligger 1 441 meter över havet och antalet invånare är 251.
Terrängen runt Unión y Suspiro är kuperad åt sydväst, men åt nordost är den bergig. Runt Unión y Suspiro är det ganska glesbefolkat, med 39 invånare per kvadratkilometer. Närmaste större samhälle är Putla Villa de Guerrero, 12,2 km väster om Unión y Suspiro. I omgivningarna runt Unión y Suspiro växer i huvudsak städsegrön lövskog.